# غويشي سودا
جويشي سودا (باليابانية: 須田剛一) ولد في 2 يناير 1968، هو مخرج ألعاب فيديو ياباني، ولد في محافظة ناغانو اليابانية، ويعمل حالياً كـ كبير الإداريين التنفيذيين لشركة ألعاب الفيديو جراسهوبر مانيوفاكتور.
ويعرف أيضاً باسم «سودا 51 (Suda51)» حيث أن الرقم 51 هو اختصار لـ Goichi حيث " Go " باليابانية تعني 5 و " ichi " تعني 1 . ومن بين الألعاب الشهيرة التي عمل عليها: شادوز أوف ذا دامد مع المصمم شينجي ميكامي.

## الأعمال
- سوبر سماش برذرز براول
- زيرو: تسوكيهامي نو كامين
- إعادة بناء إيفانجيليون
- شادوز أوف ذا دامد
- نو مور هيروز [1]

## روابط خارجية
- جويشي سودا على موقع IMDb (الإنجليزية)
- جويشي سودا على موقع ميوزك برينز (الإنجليزية)
- جويشي سودا على موقع ميوزك برينز (الإنجليزية)